# Centrul istoric din Târgu Secuiesc
Centrul istoric din Târgu Secuiesc este un sit aflat pe teritoriul orașului Târgu Secuiesc.

## Galerie

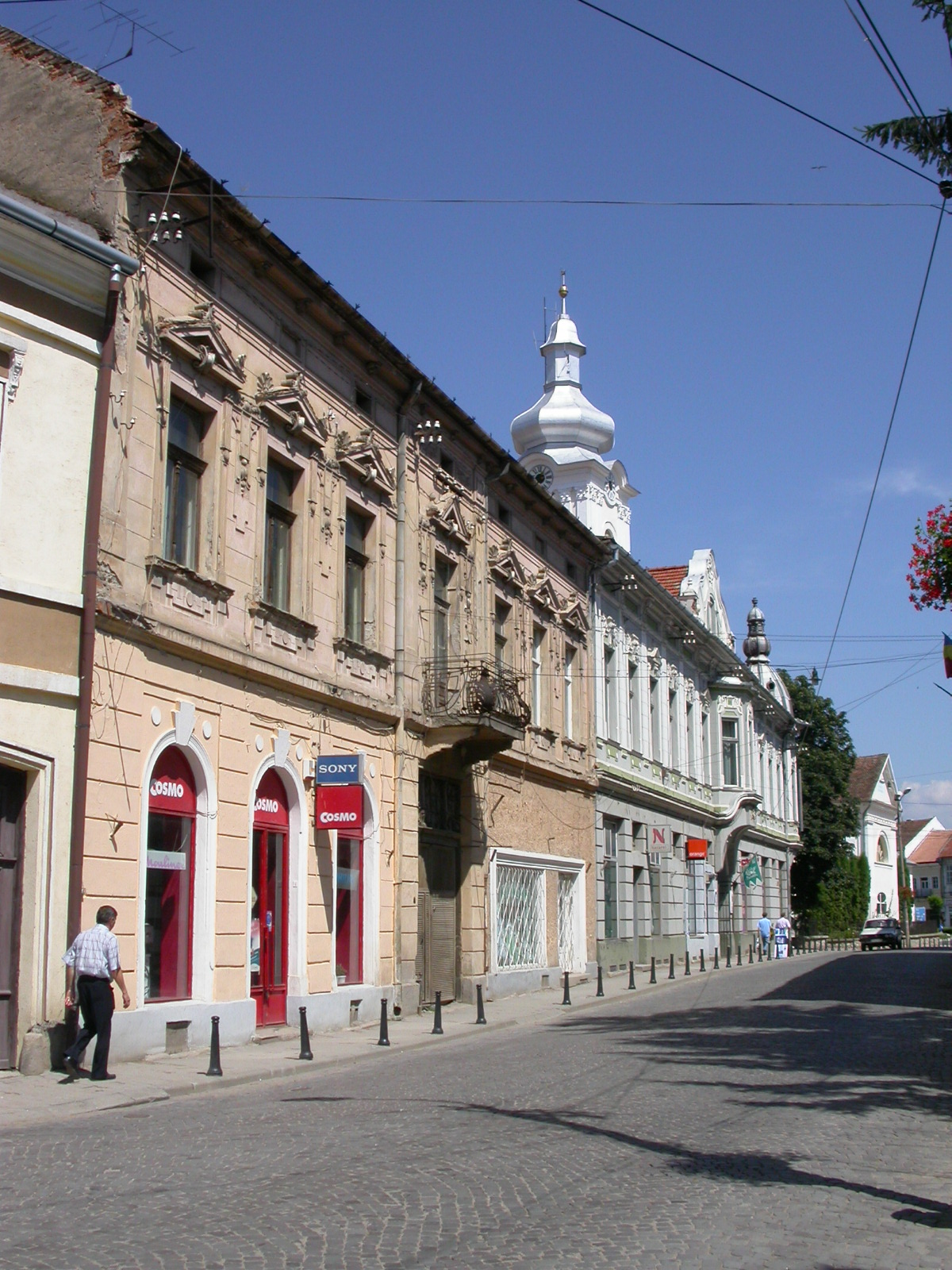
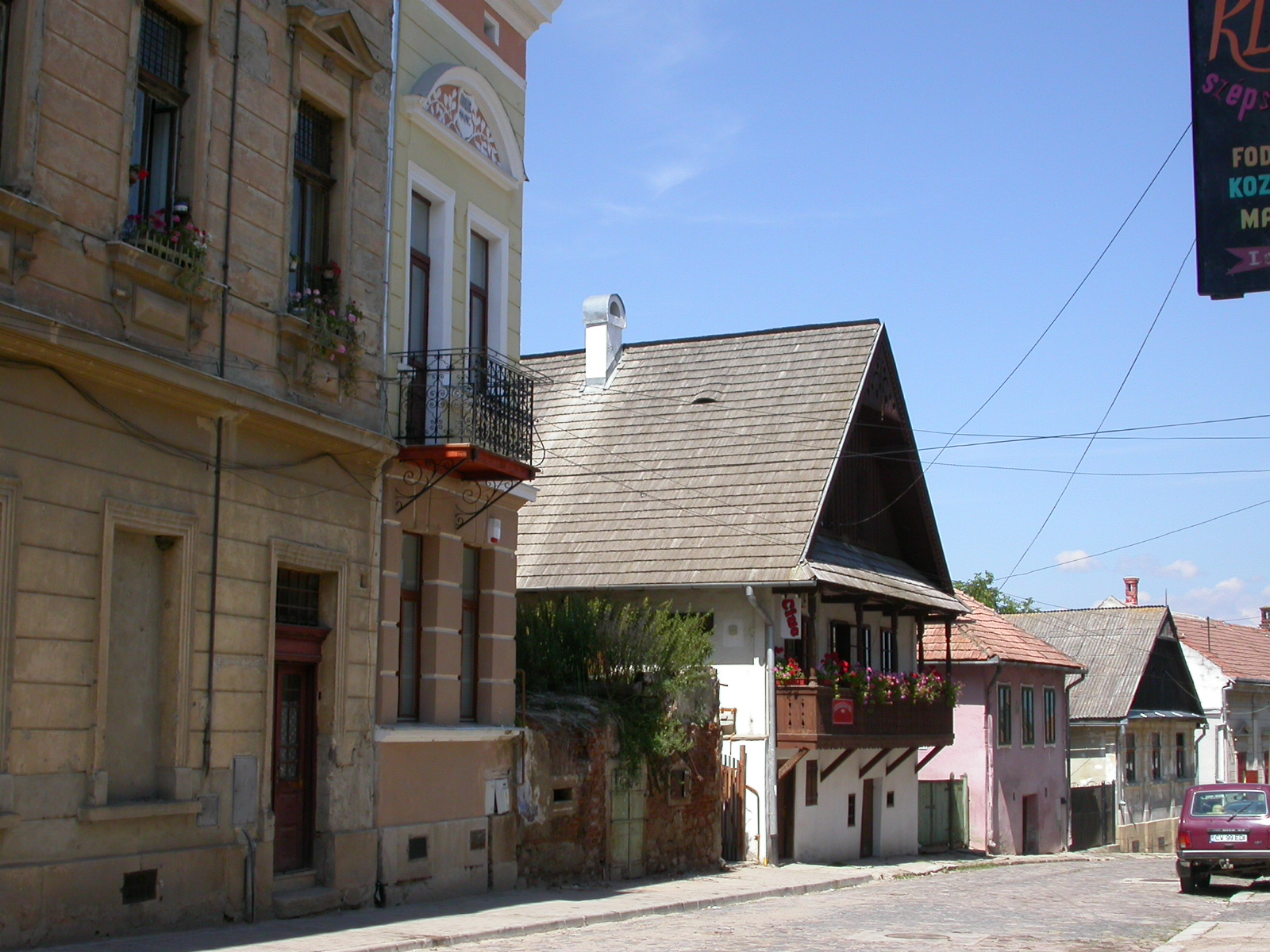
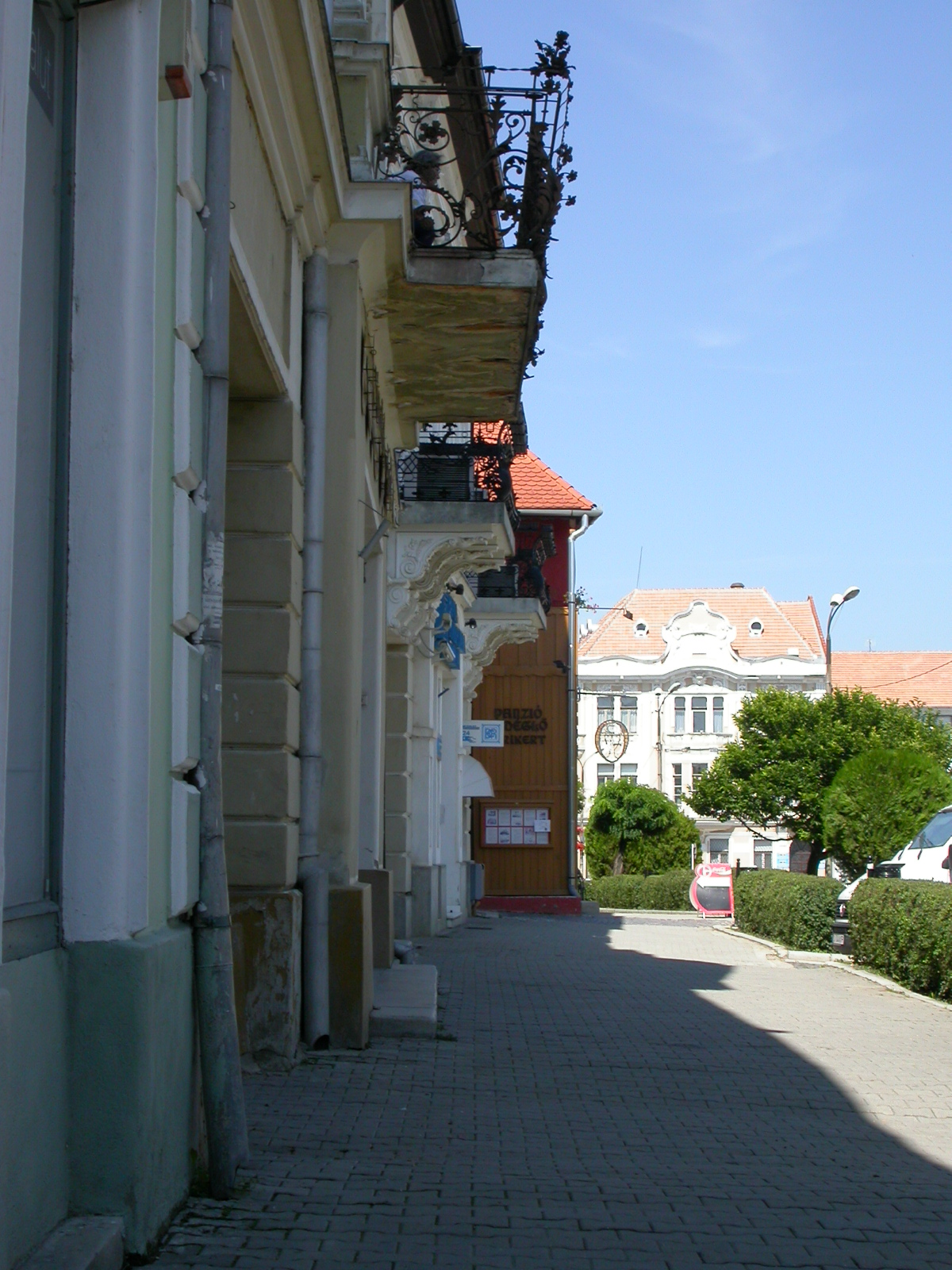
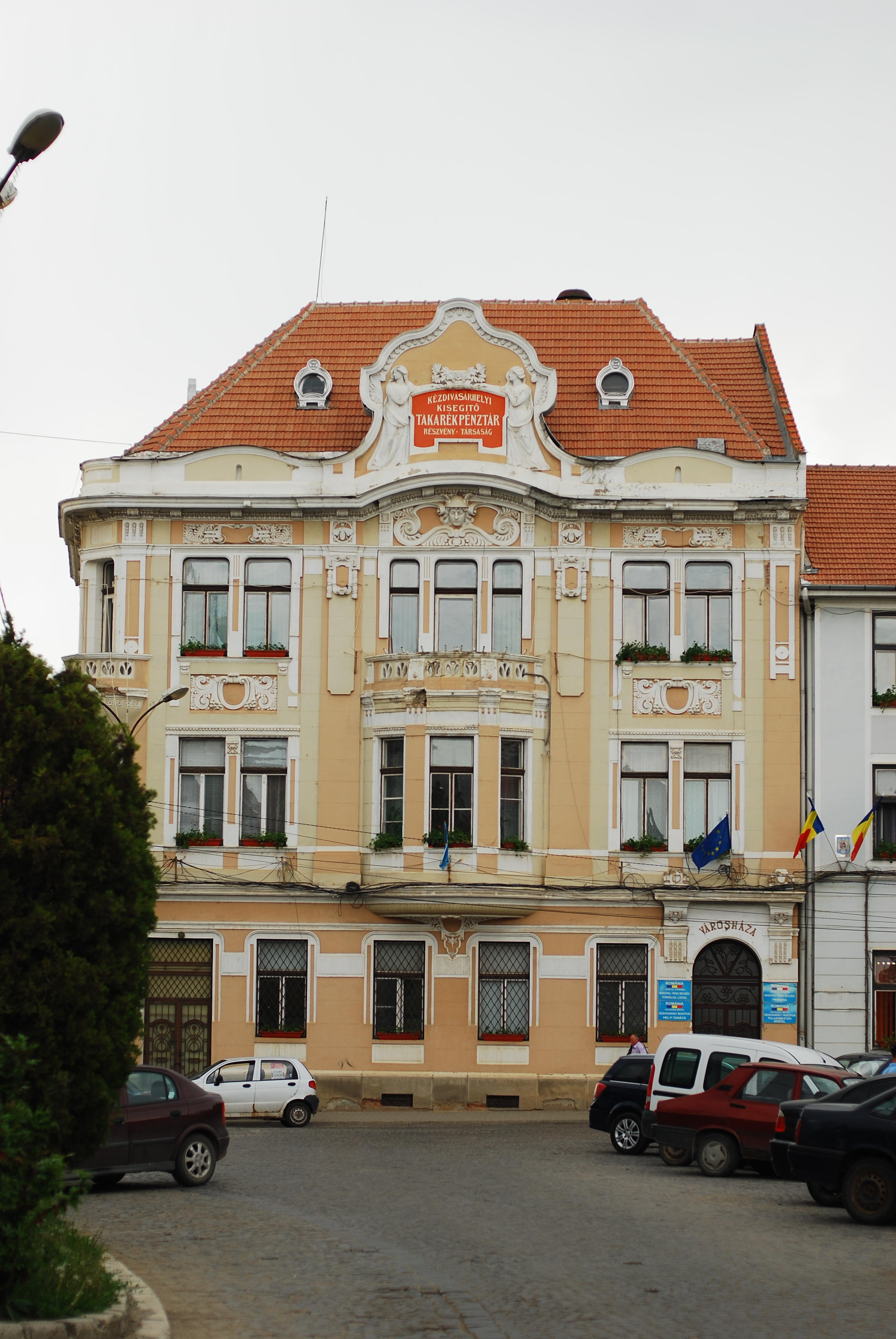